# Літаком, потягом та автомобілем
«Літаком, потягом та автомобілем» (англ. «Planes, Trains and Automobiles») — американський фільм 1987 року. Автором сценарію, продюсером та режисером є Джон Г'юз. У головних ролях знялися комедійні актори Стів Мартін та Джон Кенді.

## Сюжет
Одного разу успішний рекламодавець Ніл Пейдж повинен був встигнути на літак додому до Дня подяки. Адже це так просто — придбати квиток на літак, здійснити комфортний політ до рідного Чикаго і вже ввечері сісти за святковий стіл разом зі своєю сім'єю.
Але не все так просто, як здається. Дорога додому стане для Ніла найбільшою пригодою в його житті, бо він зустріне попутника, якого звати Дел Ґріффіт…

## У ролях
- Стів Мартін — Ніл Пейдж
- Джон Кенді — Дел Ґріффіт
- Лайла Робінс — Сьюзен Пейдж
- Майкл МакКін — співробітник поліції
- Кевін Бейкон — пасажир, який перехопив таксі у Ніла
- Ділан Бейкер — Оуен
- Керол Брюс — Джой Пейдж
- Олівія Бернетт — Марті Пейдж
- Даяна Дуґлас — Пеґ
- Ларрі Ганкін — Дубі
- Річард Герд — Уолт
- Меттью Лоуренс — маленький Ніл
- Еді МакКлюрґ — аґент з прокату автомобілів

## Критика
Фільм отримав схвальні відгуки після свого виходу. Хоча дехто критикував наявність у фільмі дурощів, що впливало на здатність стрічки передавати емоційний ряд, а також невдалий саундтрек — більшість давала схвальні відгуки. Леонард Малтін назвав фільм «гіркувато-солодким», додавши, що Г'юз не став робити когось з героїв (Мартіна або Кенді) карикатурою, і це призвело до гойдалок між грубуватим фарсом та співчутливою комедією упродовж всього фільму.

## Саундтрек
Фільм містить суміш попмузики, кантрі та рок-н-ролу. Композитор ― Айра Ньюборн, серед найвідоміших робіт якого саундтреки до комедій «Шістнадцять свічок» (1984), «Ох, вже ця наука» (1985), «Вихідний день Ферріса Бюллера» (1986), «Дядечко Бак» (1989) та «Ейс Вентура: Розшук домашніх тварин» (1994).
До саундтреку, що був випущений 1987 року, не увійшли декілька композицій. Серед них пісня «Everytime You Go Away» у виконанні Blue Room, що звучить в кінці фільму.
| #   | Назва                             | Виконавець                                | Тривалість |
| --- | --------------------------------- | ----------------------------------------- | ---------- |
| 1.  | «I Can Take Anything»             | ETA за участі Стіва Мартіна і Джона Кенді | 3:46       |
| 2.  | «BA-NA-NA-BAM-BOO»                | Westworld                                 | 2:58       |
| 3.  | «I'll Show You Something Special» | Balaam & the Angel                        | 3:28       |
| 4.  | «Modigliani (Lost in Your Eyes)»  | Book of Love                              | 3:53       |
| 5.  | «Power to Believe»                | The Dream Academy                         | 5:13       |
| 6.  | «Six Days on the Road»            | Стів Ерл і «The Dukes»                    | 3:06       |
| 7.  | «Gonna Move»                      | Дейв Едмундс                              | 3:32       |
| 8.  | «Back in Baby's Arms»             | Еммілу Гарріс                             | 2:02       |
| 9.  | «Red River Rock»                  | Silicon Teens                             | 3:26       |
| 10. | «Wheels»                          | Stars of Heaven                           | 3:08       |

## Цікаві факти
- На початку фільму уривок, в якому Стів Мартін намагається випередити Кевіна Бейкона, аби першим сісти у таксі, є прямим посиланням на сцену у фільмі «Брокер» (англ. «Quicksilver», 1986), в якому герой Кевіна Бейкона, змагається у швидкості на велосипеді.
- «Літаком, потягом та автомобілем» є улюбленою кінострічкою Стіва Мартіна, відзнятих за його участю.
- Будинок Ніла Пейджа був побудований спеціяльно для зйомок фільму, складався з семи кімнат і потребував п'ять місяців для завершення. Вартість склала 100 тисяч доларів, що викликало обурення у керівників «Paramount» та потрясіння на знімальному майданчику.
- Будинок, що у фільмі належить Нілу, знаходиться в містечку Кенілворт (Kenilworth), приблизно за 28 км на північ від центру Чикаго. Саме цей будинок використовувався у фільмі «Сам удома».